# Bill Haley & His Comets
Bill Haley & His Comets sono stati un gruppo rock and roll statunitense, originario della Pennsylvania, formatosi nel 1952 e attivo fino al 1981, anno della morte del leader Bill Haley;  è stato inserito nella Rock and Roll Hall of Fame.

## Storia
Dal 1949 al 1952 il gruppo era già esistente come "Bill Haley and the Saddlemen". Dal 1981, dopo la morte di Haley, la band continuò l'attività come The Comets o Bill Haley's Comets.

## Formazione
Il gruppo ebbe diverse modifiche nella formazione. Tra i componenti ci furono anche Danny Cedrone (morto nel 1954), Billy Gussak, Marshall Lytle, Johnny Grande, Al Rex, Ralph Jones, Billy Williamson, Dick Richards, Frank Beecher, Al Rappa.

## Discografia

### Come Bill Haley and the Saddlemen

#### Singoli
- 1950 - Deal Me a Hand/Ten Gallon Stetson
- 1950 - I'm Gonna Dry Ev'ry Tear With a Kiss/Why Do I Cry Over You?
- 1951 - Rocket 88/Tearstains on my Heart
- 1951 - Green Tree Boogie/Down Deep in my Heart
- 1952 - Juke Box Cannon Ball/Sundown Boogie (poi riedito nel 1954 come Bill Haley & his Comets)
- 1952 - Dance With a Dolly (With a Hole in her Stockin')/Rocking Chair on the Moon (come "Bill Haley with the Saddlemen")
- 1952 - Icy Heart/Rock the Joint (come "Bill Haley with the Saddlemen")
- 2017 - Me Rock-a-Hula/Teardrops from my Eyes (split con Bill Haley and his Comets)

### Come Bill Haley and his Comets

#### Album in studio
- 1955 - Rock with Bill Haley and The Comets (compilation)
- 1955 - Shake, Rattle and Roll (compilation, 10 pollici)
- 1955 - Rock Around the Clock (compilation)
- 1956 - Rock 'n' Roll Stage Show
- 1957 - Rockin' The "Oldies"!
- 1958 - Rockin' Around the World
- 1958 - Bill Haley's Chicks
- 1959 - Strictly Instrumental
- 1960 - Bill Haley and his Comets
- 1960 - Haley's Juke Box
- 1961 - Twist
- 1961 - Bikini Twist
- 1962 - Twist Vol. 2
- 1962 - Twist en Mexico
- 1963 - Bill Haley and his Comets
- 1963 - Madison
- 1963 - Carnaval de Ritmos Modernos
- 1963 - Rock Around the Clock King
- 1964 - Surf Surf Surf
- 1966 - Whiskey a Go-Go
- 1966 - Bill Haley a Go-Go
- 1971 - Rock Around the Country
- 1973 - Just Rock & Roll Music (anche come Rock & Roll)
- 1973 - Rockin'
- 1979 - Everyone Can Rock and Roll
- 1979 - R-O-C-K

#### Compilation
- 1955 - Live It Up! (10 pollici)
- 1957 - Rock The Joint
- 1958 - Rockin' The Joint
- 1968 - Bill Haley's Greatest Hits!
- 1977 - Razzle Dazzle
- 1979 - Rock Around the Clock

#### Live
- 1962 - Twistin' Knights at The Roundtable (Recorded Live!)
- 1968 - Bill Haley & The Comets in Sweden!
- 1968 - Bill Haley on Stage (anche come Live In Sweden - Vol. 2 "Rock The Joint")
- 1970 - Bill Haley's Scrapbook
- 1971 - Rock Around the Country (anche come Travelin' Band)
- 1974 - Live in London '74
- 1981 - Greatest Hits Live in New York

#### Singoli
- 1952 - Juke Box Cannon Ball/Sundown Boogie (come "Bill Haley with the Saddlemen*, riedito poi nel 1954 come "Bill Haley with Haley's Comets" e come "Bill Haley and the Comets")
- 1952 - Stop Beatin' Round the Mulberry Bush/Real Rock Drive (come "Bill Haley with Haley's Comets")
- 1953 - Pat-A-Cake/Fractured (come "Bill Haley with Haley's Comets")
- 1953 - Real Rock Drive/Yes Indeed
- 1953 - Crazy Man, Crazy/Watcha Gonna Do
- 1953 - Live It Up!/Farewell - So Long - Good-Bye
- 1953 - I'll Be True/Ten Little Indiansù
- 1954 - Thirteen Women (and Only One Man in Town)/(We're Gonna) Rock Around the Clock
- 1954 - Shake, Rattle and Roll/A. B. C. Boogie
- 1954 - Happy Baby/Dim, Dim the Lights (I Want Some Atmosphere)
- 1954 - Chattanooga Choo-Choo/Straight-Jacket (come "Bill Haley and Haley's Comets")
- 1955 - Rock The Joint/Yes Indeed!
- 1955 - Farewell - So Long - Goodbye Rock The Joint (come "Bill Haley and Haley's Comets")
- 1955 - Ten Little Indians/Rocking Chair on the Moon
- 1955 - Rock Around the Clock/A.B.C. Boogie
- 1955 - Razzle-Dazzle/Two Hound Dogs
- 1955 - Rock-a-Beatin' Boogie/Burn That Candle
- 1955 - Birth of The Boogie/Mambo Rock
- 1955 - Green Tree Boogie/Sundown Boogie
- 1955 - Rocket "88" / Green Tree Boogie
- 1955 - Mambo Rock / Happy Baby
- 1956 - The Saints Rock 'N Roll / R-O-C-K
- 1956 - Don't Knock The Rock / Choo Choo Ch'Boogie
- 1956 - See You Later, Alligator/The Paper Boy (On Main Street, U.S.A.)

### EP
- 1953 - For Your Dance Party! (come "Bill Haley And The Comets")
- 1954 - For Your Dance Party! (come "Bill Haley And The Comets")
- 1954 - Shake, Rattle and Roll
- 1954 - Bill Haley's Dance Party (come "Bill Haley And The Comets")
- 1955 - Graine De Violence
- 1955 - Rock 'n Roll
- 1955 - Dim, Dim The Lights
- 1955 - Rock'n Roll Stage Show Part 2
- 1955 - The Saints Rock 'n Roll
- 1955 - Rock'n Roll Stage Show Part 1
- 1956 - R-O-C-K
- 1956 - He Digs Rock 'n Roll
- 1956 - Rock Around the Clock
- 1956 - Live It Up ! Part 2
- 1956 - Live It Up ! Part 3
- 1956 - Rock
- 1956 - Rock n Roll Stage Show